# Olaf Zinke
Olaf Zinke (ur. 9 października 1966 w Bad Muskau) – niemiecki łyżwiarz szybki, złoty medalista olimpijski.

## Kariera
Urodził się w NRD i do zjednoczenia Niemiec reprezentował barwy tego kraju. Największy sukces w karierze osiągnął w 1992 roku, kiedy podczas igrzysk olimpijskich w Albertville zdobył złoty medal w biegu na 1000 m. W zawodach tych wyprzedził bezpośrednio Kim Yun-mana z Korei Południowej (o 0,01 sekundy) oraz Japończyka Yukinori Miyabe. Na tych samych igrzyskach był też szósty w biegu na 1500 m, a w biegu na 500 zajął 25. miejsce. Podczas rozgrywanych dwa lata później igrzysk w Lillehammer wystąpił tylko na dystansie 1500 m, kończąc rywalizację na trzynastej pozycji. Zajął też między innymi dziesiąte miejsce na mistrzostwach świata w wieloboju sprinterskim w Tromsø. Dziesięć razy stawał na podium zawodów Pucharu Świata, odnosząc przy tym dwa zwycięstwa. W sezonie 1989/1990 zajął trzecie miejsce w klasyfikacji końcowej na 1000 m.